# La Bastide (Var)
Pour les articles homonymes, voir La Bastide.
La Bastide est une commune française située dans le département du Var, en région Provence-Alpes-Côte d'Azur.

## Géographie

### Accès
La Bastide est située à 1,5 km au nord de La Roque-Esclapon, à 12 km à l'est de Comps-sur-Artuby et à 42 km au nord-est de Draguignan.

### Voies de communications et transports

#### Voies routières
Accès par la départementale 21, par Comps-sur-Artuby et D 625 par La Roque-Esclapon.

### Transports urbains
- Transport en Provence-Alpes-Côte d'Azur

La Bastide est desservie par deux lignes de bus : 
- Comps-sur-Artuby - Châteauvieux - Castellane ;
- Comps-sur-Artuby - Draguignan / Trigance.

### Communes limitrophes
| La Martre | La Martre, Séranon | Séranon |
| Bargème   | La Bastide         | Séranon |
|           | La Roque-Esclapon  | Mons    |

### Géologie et relief
Le point culminant de la commune est sur la montagne de Lachens, avec 1 714 m, au nord du village. Une route d'accès au sommet de cette montagne part du col de Clavel (1 096 m). Plusieurs chemins de randonnées et une piste partent du Haut-Village pour rejoindre le sommet.

### Lieux-dits et hameaux
Le hameau de Grangon se situe au nord de la commune.

### Environnement
La Bastide dispose d'une station d'épuration d'une capacité de 500 équivalent-habitants.

### Hydrographie et eaux souterraines
Cours d'eau sur la commune ou à son aval : 
- la commune de La Bastide est traversée par l'Artuby[5], cours d'eau de 53,7 km affluent du Verdon ;
- la Bruyère traverse le village entre les Baïles et les Mayons, puis contourne le haut village en direction de La Roque-Esclapon ;
- ruisseau le Rieu Tort.

### Climat
Pour des articles plus généraux, voir Climat de Provence-Alpes-Côte d'Azur et Climat du Var.
En 2010, le climat de la commune est de type climat méditerranéen altéré, selon une étude du Centre national de la recherche scientifique s'appuyant sur une série de données couvrant la période 1971-2000. En 2020, Météo-France publie une typologie des climats de la France métropolitaine dans laquelle la commune est exposée à un climat méditerranéen et est dans la région climatique  Var, Alpes-Maritimes, caractérisée par une pluviométrie abondante en automne et en hiver (250 à 300 mm en automne), un très bon ensoleillement en été (fraction d’insolation > 75 %), un hiver doux (8 °C) et peu de brouillards. 
Pour la période 1971-2000, la température annuelle moyenne est de 10,2 °C, avec une amplitude thermique annuelle de 15,9 °C. Le cumul annuel moyen de précipitations est de 1 130 mm, avec 7,2 jours de précipitations en janvier et 4,5 jours en juillet. Pour la période 1991-2020, la température moyenne annuelle observée sur la station météorologique de Météo-France la plus proche, « Comps-sur-Artuby », sur la commune de Comps-sur-Artuby à 10 km à vol d'oiseau, est de 11,3 °C et le cumul annuel moyen de précipitations est de 1 010,2 mm. 
La température maximale relevée sur cette station est de 37,2 °C, atteinte le 28 juin 2019 ; la température minimale est de −12,6 °C, atteinte le 20 décembre 2009,,. 
Les paramètres climatiques de la commune ont été estimés pour le milieu du siècle (2041-2070) selon différents scénarios d'émission de gaz à effet de serre à partir des nouvelles projections climatiques de référence DRIAS-2020. Ils sont consultables sur un site dédié publié par Météo-France en novembre 2022.

### Sismicité
- Un nouveau zonage sismique des communes françaises est en vigueur depuis le 1er mai 2011. Les zones sont définies désormais comme suit : de 1 (sismicité très faible) à 5 (sismicité forte). La commune de La Bastide est actuellement classée en zone 4, zone de sismicité moyenne[13].

## Toponymie
La Bastide s'écrit La Bastida en provençal de norme classique et La Bastido dans la norme mistralienne.[réf. nécessaire]

## Blasonnement
| Blason de La Bastide | Les armes de La Bastide se blasonnent : coupé : au premier de gueules à la croix d'argent, au second d'argent au lévrier d'azur. |

## Histoire
Le castrum de Bastida.
En 1342, la communauté de La Bastide est rattachée à la viguerie de Castellane (actuel département des Alpes-de-Haute-Provence) par le comte de Provence.
Vers 1660, François de Pontevès est dit « seigneur de Castellar et de la Bastide d'Esclapon » (Borel d'Hauterives : Annuaire de la Noblesse de France, 1876, p. 180).
En 1801, La Bastide s'appelait La Bastide-d'Esclapon.

## Politique et administration
| Période                                  | Période | Identité            | Étiquette | Qualité     |
| ---------------------------------------- | ------- | ------------------- | --------- | ----------- |
| 1790                                     | 1793    | P. Pascal           |           | Cultivateur |
| 1793                                     | 1800    | Barthélémy Collomp  |           | Cultivateur |
| 1800                                     | 1807    | Joseph-Simon Astier |           | Chirurgien  |
| 1807                                     | 1815    | Bernard Veyan       |           | Cultivateur |
| 1815                                     | 1826    | Denis Veyan         |           | Cultivateur |
| 1826                                     | 1830    | Barthélémy Collomp  |           | Cultivateur |
| 1830                                     | 1832    | Bernard Sauteron    |           |             |
| 1832                                     | 1846    | Denis Veyan         |           | Cultivateur |
| 1846                                     | 1848    | Urbain Veyan        |           | Cultivateur |
| 1848                                     | 1851    | Barthélémy Collomp  |           | Cultivateur |
| 1851                                     | 1852    | Pierre-Jean Collomp |           |             |
| 1852                                     | 1870    | Denis Veyan         |           | Cultivateur |
| 1870                                     | 1874    | Jean-Baptiste Blanc |           |             |
| 1874                                     | 1878    | Denis Veyan         |           | Cultivateur |
| 1878                                     | 1881    | M. Foucou           |           | Cultivateur |
| 1881                                     | 1884    | M. Collomp          |           | Cultivateur |
| 1884                                     | 1885    | M. Chauvin          |           | Cultivateur |
| 1885                                     | 1888    | M. Gaymard          |           | Cultivateur |
| 1888                                     | 1896    | M. Collomp          |           | Cultivateur |
| 1896                                     | ?       | Louis Veyan         |           | Notaire     |
| Les données manquantes sont à compléter. |         |                     |           |             |
| mars 2001                                | 2008    | Pierre Tallon       |           |             |
| mars 2008                                |         | Claude Marin        |           |             |
| Les données manquantes sont à compléter. |         |                     |           |             |

### Intercommunalité
La Bastide fait partie de la communauté de Dracénie Provence Verdon agglomération (ex-Communauté d'Agglomération Dracénoise) qui regroupe vingt-trois communes du département du Var, dont Draguignan de 110 014 habitants en 2017, créée le 31 octobre 2000. Les 23 communes composant la communauté d'agglomération en 2017 sont (par ordre alphabétique) :
- Communes fondatrices
  - Draguignan ; Châteaudouble ; Figanières ; La Motte ; Les Arcs ; Lorgues ; Taradeau ; Trans-en-Provence
- Communes ayant adhéré ultérieurement
  - Ampus ; Bargemon ; Bargème ; Callas ; Claviers ; Comps-sur-Artuby ;  Flayosc ; La Bastide ; La Roque-Esclapon ; Le Muy ; Montferrat ; Saint-Antonin-du-Var ; Salernes ; Sillans-la-Cascade ; Vidauban

## Urbanisme

### Typologie
Au 1er janvier 2024, La Bastide est catégorisée commune rurale à habitat dispersé, selon la nouvelle grille communale de densité à sept niveaux définie par l'Insee en 2022.
Elle est située hors unité urbaine et hors attraction des villes,.

### Occupation des sols
L'occupation des sols de la commune, telle qu'elle ressort de la base de données européenne d’occupation biophysique des sols Corine Land Cover (CLC), est marquée par l'importance des forêts et milieux semi-naturels (82,4 % en 2018), une proportion sensiblement équivalente à celle de 1990 (83,1 %). La répartition détaillée en 2018 est la suivante : 
forêts (65,5 %), milieux à végétation arbustive et/ou herbacée (15,8 %), terres arables (6,8 %), prairies (5,7 %), zones agricoles hétérogènes (5,1 %), espaces ouverts, sans ou avec peu de végétation (1,2 %). L'évolution de l’occupation des sols de la commune et de ses infrastructures peut être observée sur les différentes représentations cartographiques du territoire : la carte de Cassini (XVIIIe siècle), la carte d'état-major (1820-1866) et les cartes ou photos aériennes de l'IGN pour la période actuelle (1950 à aujourd'hui).

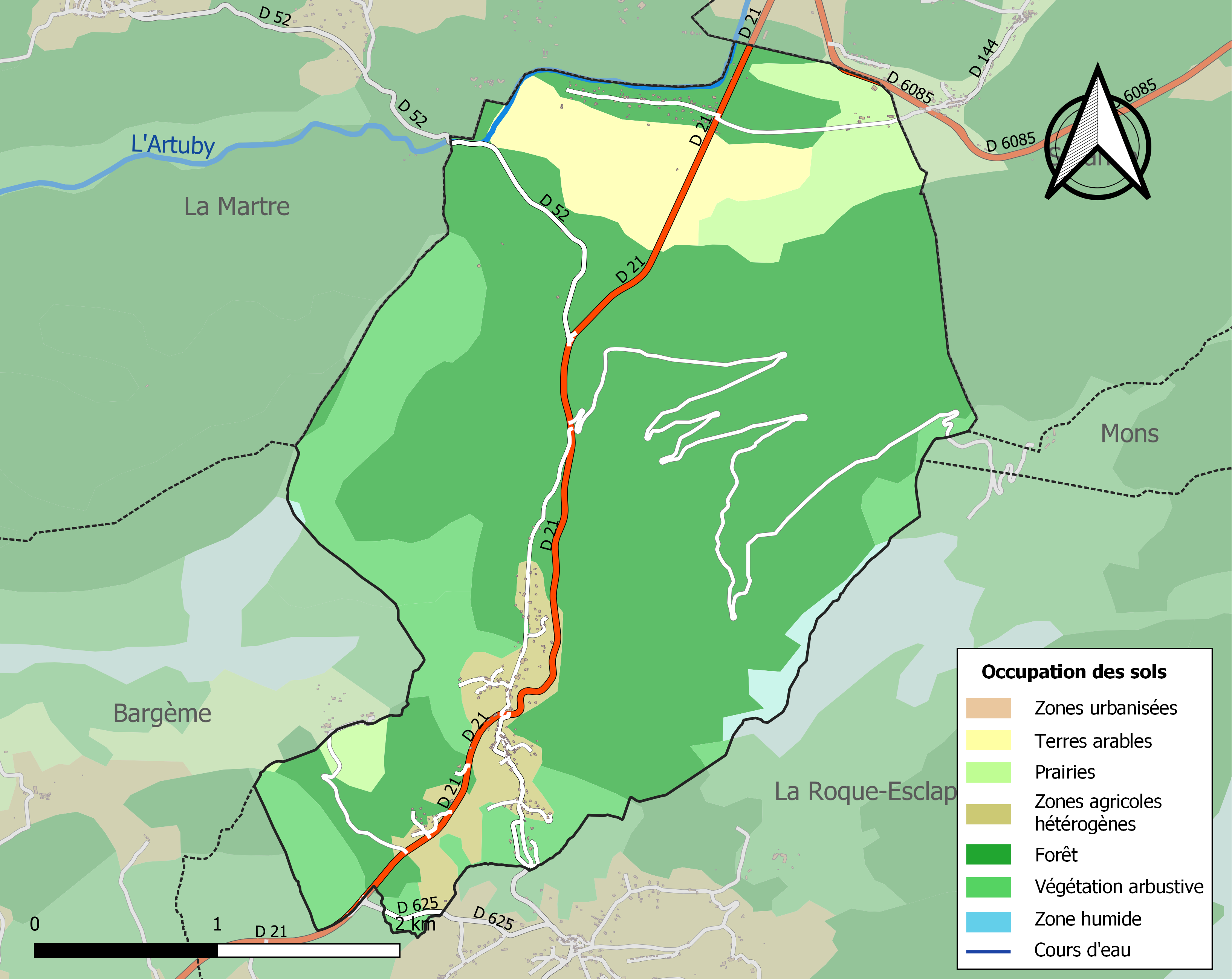
Carte des infrastructures et de l'occupation des sols de la commune en 2018 (CLC).

### Budget et fiscalité
| Taxe                                                | Part communale | Part intercommunale | Part départementale | Part régionale |
| --------------------------------------------------- | -------------- | ------------------- | ------------------- | -------------- |
| Taxe d'habitation (TH)                              | 4,53 %         | 0,00 %              | 6,15 %              | 0,00 %         |
| Taxe foncière sur les propriétés bâties (TFPB)      | 6,14 %         | 0,00 %              | 7,43 %              | 2,36 %         |
| Taxe foncière sur les propriétés non bâties (TFPNB) | 50,28 %        | 0,00 %              | 23,44 %             | 8,85 %         |
| Taxe professionnelle (TP)                           | 16,17 %*       | 0,00 %              | 8,55 %              | 3,84 %         |

### Occupation des sols
L'occupation des sols de la commune, telle qu'elle ressort de la base de données européenne d’occupation biophysique des sols Corine Land Cover (CLC), est marquée par l'importance des forêts et milieux semi-naturels (82,4 % en 2018), une proportion sensiblement équivalente à celle de 1990 (83,1 %). La répartition détaillée en 2018 est la suivante : 
forêts (65,5 %), milieux à végétation arbustive et/ou herbacée (15,8 %), terres arables (6,8 %), prairies (5,7 %), zones agricoles hétérogènes (5,1 %), espaces ouverts, sans ou avec peu de végétation (1,2 %).
L'IGN met par ailleurs à disposition un outil en ligne permettant de comparer l’évolution dans le temps de l’occupation des sols de la commune (ou de territoires à des échelles différentes). Plusieurs époques sont accessibles sous forme de cartes ou photos aériennes : la carte de Cassini (XVIIIe siècle), la carte d'état-major (1820-1866) et la période actuelle (1950 à aujourd'hui).

### Budget et fiscalité 2019
En 2019, le budget de la commune était constitué ainsi :
- total des produits de fonctionnement : 294 000 €, soit 1 471 € par habitant ;
- total des charges de fonctionnement : 275 000 €, soit 1 375 € par habitant ;
- total des ressources d'investissement : 57 000 €, soit 287 € par habitant ;
- total des emplois d'investissement : 119 000 €, soit 597 € par habitant ;
- endettement : 8 000 €, soit 39 € par habitant.

Avec les taux de fiscalité suivants :
- taxe d'habitation : 4,53 % ;
- taxe foncière sur les propriétés bâties : 6,14 % ;
- taxe foncière sur les propriétés non bâties : 52,30 % ;
- taxe additionnelle à la taxe foncière sur les propriétés non bâties : 0,00 % ;
- cotisation foncière des entreprises : 0,00 %.

Chiffres clés Revenus et pauvreté des ménages en 2018 : médiane en 2018 du revenu disponible, par unité de consommation : 20 920 €.

## Population et société

### Démographie

#### Évolution démographique
L'évolution du nombre d'habitants est connue à travers les recensements de la population effectués dans la commune depuis 1793. Pour les communes de moins de 10 000 habitants, une enquête de recensement portant sur toute la population est réalisée tous les cinq ans, les populations de référence des années intermédiaires étant quant à elles estimées par interpolation ou extrapolation. Pour la commune, le premier recensement exhaustif entrant dans le cadre du nouveau dispositif a été réalisé en 2008.

En 2022, la commune comptait 215 habitants, en évolution de +8,04 % par rapport à 2016 (Var : +4,98 %, France hors Mayotte : +2,11 %).
| 1793 | 1800 | 1806 | 1821 | 1831 | 1836 | 1841 | 1846 | 1851 |
| ---- | ---- | ---- | ---- | ---- | ---- | ---- | ---- | ---- |
| 202  | 134  | 146  | 203  | 163  | 165  | 155  | 167  | 164  |

| 1856 | 1861 | 1866 | 1872 | 1876 | 1881 | 1886 | 1891 | 1896 |
| ---- | ---- | ---- | ---- | ---- | ---- | ---- | ---- | ---- |
| 161  | 146  | 150  | 159  | 146  | 165  | 127  | 115  | 122  |

| 1901 | 1906 | 1911 | 1921 | 1926 | 1931 | 1936 | 1946 | 1954 |
| ---- | ---- | ---- | ---- | ---- | ---- | ---- | ---- | ---- |
| 116  | 97   | 98   | 74   | 60   | 55   | 61   | 57   | 62   |

| 1962 | 1968 | 1975 | 1982 | 1990 | 1999 | 2006 | 2008 | 2013 |
| ---- | ---- | ---- | ---- | ---- | ---- | ---- | ---- | ---- |
| 76   | 84   | 130  | 115  | 136  | 122  | 175  | 190  | 198  |

| 2018 | 2022 | - | - | - | - | - | - | - |
| ---- | ---- | - | - | - | - | - | - | - |
| 211  | 215  | - | - | - | - | - | - | - |

## Économie
14 entreprises sont installées sur la commune : 2 entreprises industrielles, 2 entreprise du BTP, et 10 commerces.

### Tourisme
- La proximité des gorges du Verdon et de la montagne de Lachens favorise le tourisme lié aux activités nature, nautiques et sportives.
- Le village est traversé par le Sentier de grande randonnée 49[36].
- Restaurant Bistrot de pays Chez Zaza[37],[38].

## Lieux et monuments
- Église Sainte-Madeleine[39] du XVIIe siècle[40] et sa cloche de 1760[41].
- Le château devenu mairie[42].
- Ruines du château féodal[43].
- Plaques commémoratives dans l'église et sur la façade de la mairie[44].

## Équipements et services

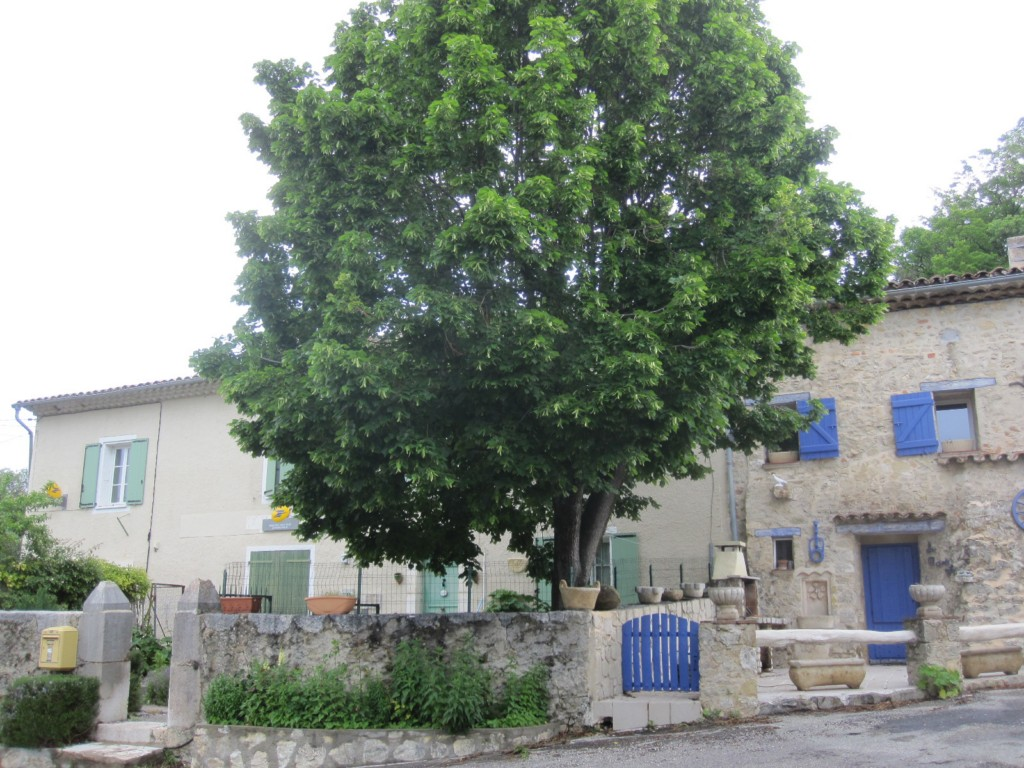
Agence postale.

### Enseignement
La Bastide possède son école primaire. Il s'agit d'une école intercommunale gérée par un syndicat à vocation unique (sivu) composé des communes adhérentes au sivu.

### Sports
La Bastide est traversée par le GR 49, allant de Saint-Raphaël (Var), à Rougon (Alpes-de-Haute-Provence). Le deltaplane et le parapente sont pratiqués depuis les pentes de la montagne de Lachens, point culminant  du département se trouvant par ailleurs sur la commune de Mons.

### Santé
Aucun médecin n'est présent sur la commune. Le médecin le plus proche se situe à Comps-sur-Artuby. 
- L'hôpital local de Castellane[47] est à 24 km.
- Le Centre hospitalier de la Dracénie se trouve à Draguignan, à 53 km[48],[49]. Il dispose d'équipes médicales dans la plupart des disciplines[50] : pôles médico-technique ; santé mentale ; cancérologie ; gériatrie ; femme-mère-enfant ; médecine-urgences ; interventionnel.

## Vie locale

### Cultes
L'église de La Bastide, de culte catholique, fait partie du diocèse de Toulon-Fréjus, doyenné de Fayence.